# ジョネ・ナベテレヴ
ジョネ・ツラガニヴァル・ナベテレヴ（Jone Turaganivalu Nabetelevu、1999年2月22日 - ）は、ジャパンラグビーリーグワントヨタヴェルブリッツに所属するラグビー選手。「ナベテレヴ・ツランガニヴァル」と表記されたこともある。

## プロフィール
- フィジー出身。
- ポジションはウィング(WTB)、センター(CTB)。
- 身長 185 cm、体重 95 kg
- U20フィジー代表に選ばれたことがある[2]。

## 略歴
ナヌシー高校、エレスメア大学を経て、2020年、栗田工業ウォーターガッシュ(現・クリタウォーターガッシュ昭島)に加入。
2021年2月28日に行われたジャパンラグビートップチャレンジリーグ第2節の近鉄ライナーズ戦に先発出場で日本での公式戦初出場を果たす。
2022年、トヨタヴェルブリッツに加入。